# Ацис (растение)
Ацис (лат. Acis) — род растений семейства Амариллисовые (Amaryllidaceae). Ранее включали в качестве подрода в род Белоцветник (Leucojum) по системе Бекера (Baker, 1888), но согласно опубликованному в 2004 году филогенетическому анализу, род Белоцветник разделён на два рода.

## Описание
Луковичные многолетники с узкими листьями. Цветки белые, иногда розовые.

## Распространение
Ареал рода находится в Средиземноморье и на севере Африки: Алжир, Тунис, Марокко, Португалия, Испания, Франция, Италия, Албания и Греция.

## Таксономия
Acis Salisb. The Paradisus Londinensis t. 74. 1807.
По данным сайта The Plant List род включает 9 видов:
- Acis autumnalis (L.) Sweet — Ацис осенний
- Acis fabrei (Quézel & Girerd) Lledo, A.P.Davis & M.B.Crespo
- Acis ionica Bareka, Kamari & Phitos
- Acis longifolia J.Gay ex M.Roem. — Ацис длиннолистный
- Acis nicaeensis (Ardoino) Lledó, A.P.Davis & M.B.Crespo — Ацис ниццкий
- Acis rosea (F.Martin bis) Sweet — Ацис розовый
- Acis tingitana (Baker) Lledó, A.P.Davis & M.B.Crespo — Ацис тингитанский
- Acis trichophylla G.Don
- Acis valentina (Pau) Lledó, A.P.Davis & M.B.Crespo